# Западный хулок
Западный хулок (лат. Hoolock hoolock) — вид приматов из семейства гиббоновых. Встречается в Индии (Ассам), Бангладеш и в Мьянме к западу от реки Чиндуин.

## Описание
Взрослые самцы и самки западного хулока одинаковы в размерах, однако отличаются расцветкой. Самцы имеют чёрную шерсть с белыми бровями. Самки медно-жёлтые, с тёмно-коричневой шерстью по бокам лица и груди. Детёныши рождаются светло-серыми с желтоватым оттенком, через несколько месяцев шерсть становится чёрной у обоих полов. В подростковом возрасте шерсть самок светлеет, шерсть самцов остаётся чёрной. Развита система звуков, которыми часто обмениваются разнополые партнёры.

## Классификация
После проведённых молекулярных исследований (Mootnick and Groves) хулоки были выделены из рода Bunopithecus и помещены в новый род, Hoolock. Два подвида хулоков были подняты до ранга вида: Hoolock hoolock и Hoolock leuconedys. Оказалось, что эти два вида генетически отстоят от гиббонов дальше, чем бонобо отстоит от обыкновенного шимпанзе.

## Поведение
Почти всё время проводят на деревьях, ловко передвигаясь в кронах при помощи брахиации. Достигают при передвижении скорости в 56 км/ч. Могут также ходить по ветвям на двух ногах. В рационе преимущественно фрукты, что делает этих приматов важными распространителями семян. Желудок простой, плохо приспособлен к перевариванию листьев, хотя хулоки часто включают в рацион цветы, молодые листья и побеги.
Как и остальные представители семейства гиббоновых, хулоки образуют моногамные пары. Впрочем, как и самец, так и самка из пары могут заводить половые связи на стороне. Каждая пара охраняет свою территорию при помощи криков и угрожающих жестов. Самка приносит приплод каждые два с половиной или три года. В помёте один детёныш, остающийся в семье до десятилетнего возраста.

## Статус популяции
Существует несколько угроз популяции западных хулоков. Это прежде всего разрушение среды обитания из-за расчистки леса для чайных плантация и охота, поскольку мясо хулоков используется в народной медицине. По оценкам на 2008 год за время около 40 лет количество западных хулоков уменьшилось со 100 тыс. (только в Ассаме их было около 80 тыс. в начале 1970-х годов) до менее 5 тыс. особей. В 2009 году эти приматы были включены в список «25 наиболее угрожаемых приматов», хотя в редакции списка от 2012 года их уже не было.